# ترلبورگ
شهر ترلبورگ (به سوئدی: Trelleborg) در ناحیه شهری ترلبوریه در کشور سوئد واقع شده‌است. جمعیت این شهر ۲۲۸۶٫۳۹  نفر است.

## نگارخانه

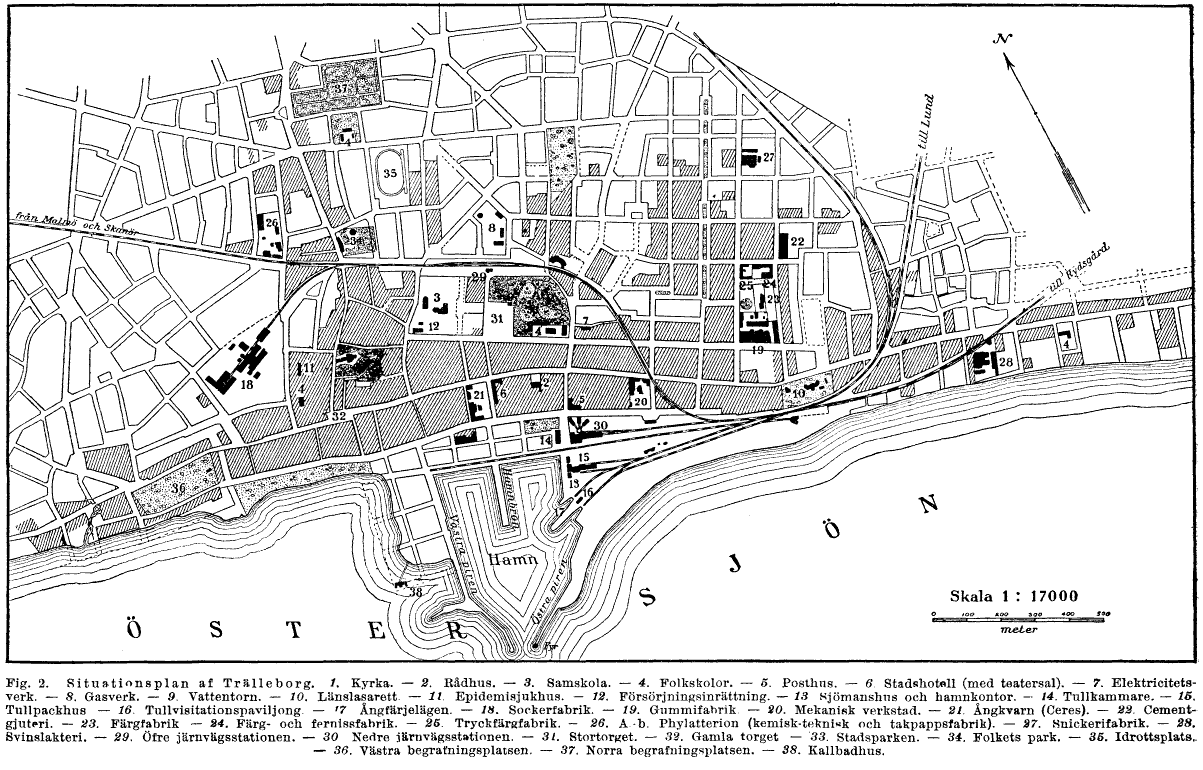
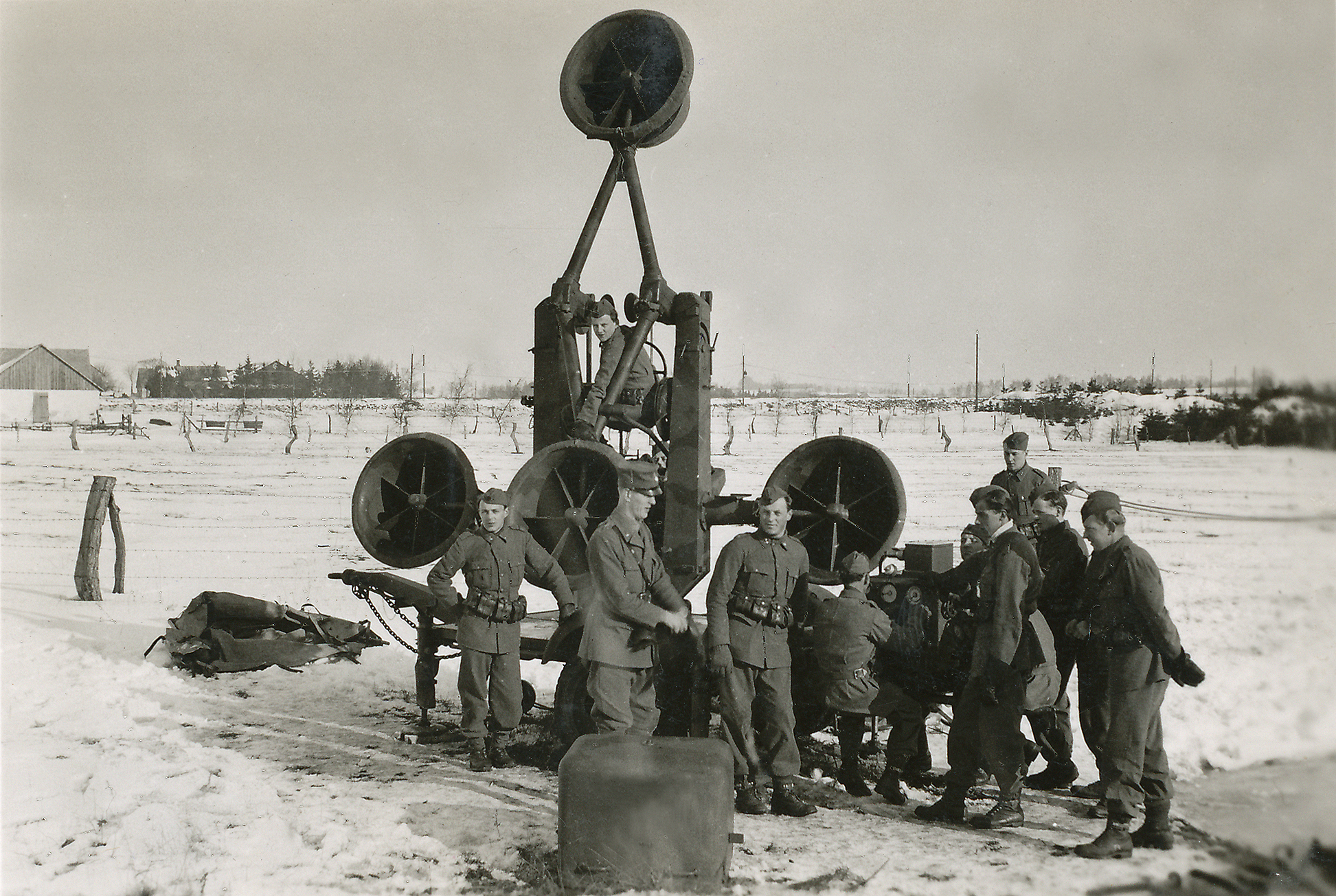